# Cernosvitoviella minor
Cernosvitoviella minor är en ringmaskart som beskrevs av Dózsa-Farkas 1990. Cernosvitoviella minor ingår i släktet Cernosvitoviella och familjen småringmaskar. Arten är reproducerande i Sverige. Inga underarter finns listade i Catalogue of Life.